# Krabi
Krabi (Thai: กระบี่, udtales [krā.bìː]) er både en by og en provins (changwat) i Thailand, beliggende ud til Phang Nga Bugten og Malaccastrædet, omgivet af provinserne (fra nord i urviser-retning) Phang Nga, Surat Thani, Nakhon Si Thammarat, og Trang. Phuket ligger mod vest, på den anden side af Phang Nga Bugten.

## Historie
Det menes at Krabi har været beboet af mennesker allerede for 25.000-35.000 år siden. Der findes huler med forhistoriske hulemalerier af aber, mennesker, elefanter og geometriske figurer, billederne dateres til at være mellem tre- og fem tusinde år gamle. I historisk tid blev byen Krabi kaldt Ban Thai Samo, det var en af tolv byer, der bruge en abe som symbol. I 1200-tallet hørte Krabi-området under og betalte tribut til kongeriget Ligor, en by på Krahalvøens østkyst (Malaccahalvøens østkyst), i dag kendt som Nakhon Sri Thammarat.

## Administrativ inddeling
Krabi er inddelt i otte distrikter (amphoe), som igen er opdelt i 53 kommuner (tambon) og 374 landsbyer (muban).
| Kort | Nummer       | Navn      | Thai |
| ---- | ------------ | --------- | ---- |
|      |              |           |      |
| 1    | Mueang Krabi | เมืองกระบี่  |      |
| 2    | Khao Phanom  | เขาพนม    |      |
| 3    | Ko Lanta     | เกาะลันตา  |      |
| 4    | Khlong Thom  | คลองท่อม   |      |
| 5    | Ao Luek      | อ่าวลึก     |      |
| 6    | Plai Phraya  | ปลายพระยา |      |
| 7    | Lam Thap     | ลำทับ      |      |
| 8    | Nuea Khlong  | เหนือคลอง  |      |

## Turisme
Krabi-provinsen, inklusive dens omkring 130 øer, blandt andre Phi Phi-øerne, besøgtes af flere end en million turister i 2017. Turisthøjsæsonen begynder i oktober måned, mens regntiden typisk varer fra maj til udgangen af september, også kaldt for "den grønne sæson". Krabi er det femte-mest besøgte turistområde efter Bangkok, Phuket, Chon Buri inklusive Pattaya) og Chiang Mai. Ifølge Tourism Authority of Thailand (TAT), er den årlige vækst i turismen gennemsnitligt på 8 %, med en omsætning på 96 mia. baht (cirka 19. mia. DKK) i 2017. Der er 460 hoteller i provinsen, med yderligere 200 flere undervejs.
De tre største nationaliteter for udenlandske besøgende i 2018 var Kina med 33 procent, 1,2 millioner, og USA med 6 procent, 0,2 millioner, samt Storbritannien med 5 procent, 0,2 millioner.